# JD Bertrand
JD Bertrand (Alpharetta, 5 maggio 2000) è un giocatore di football americano statunitense che milita nel ruolo di linebacker per gli Atlanta Falcons della National Football League (NFL).

## Carriera universitaria
Nella sua prima stagione a Notre Dame nel 2019, Bertrand giocò quattro partite, esclusivamente negli special team. Divenne titolare nel 2021, guidando la squadra con 101 tackle. L'anno seguente fu nominato capitano, guidando nuovamente i Fighting Irish con 82 placcaggi. Nel 2023 mise a segno 76 tackle e i nuovi primati personali in sack (2,5) e passaggi deviati (5).

## Carriera professionistica

### Atlanta Falcons
Bertrand fu scelto nel corso del quinto giro (143º assoluto) del Draft NFL 2024 dagli Atlanta Falcons. Debuttò come professionista subentrando nella gara del primo turno contro i Pittsburgh Steelers mettendo a segno un placcaggi. Nella settimana 5 fece registrare 5 tackle nella vittoria ai tempi supplementari contro i Tampa Bay Buccaneers. La sua prima stagione si chiuse con 23 tackle e un sack in 12 presenze, nessuna delle quali come titolare.